# Anchusa
- Commons
- Wikispecies

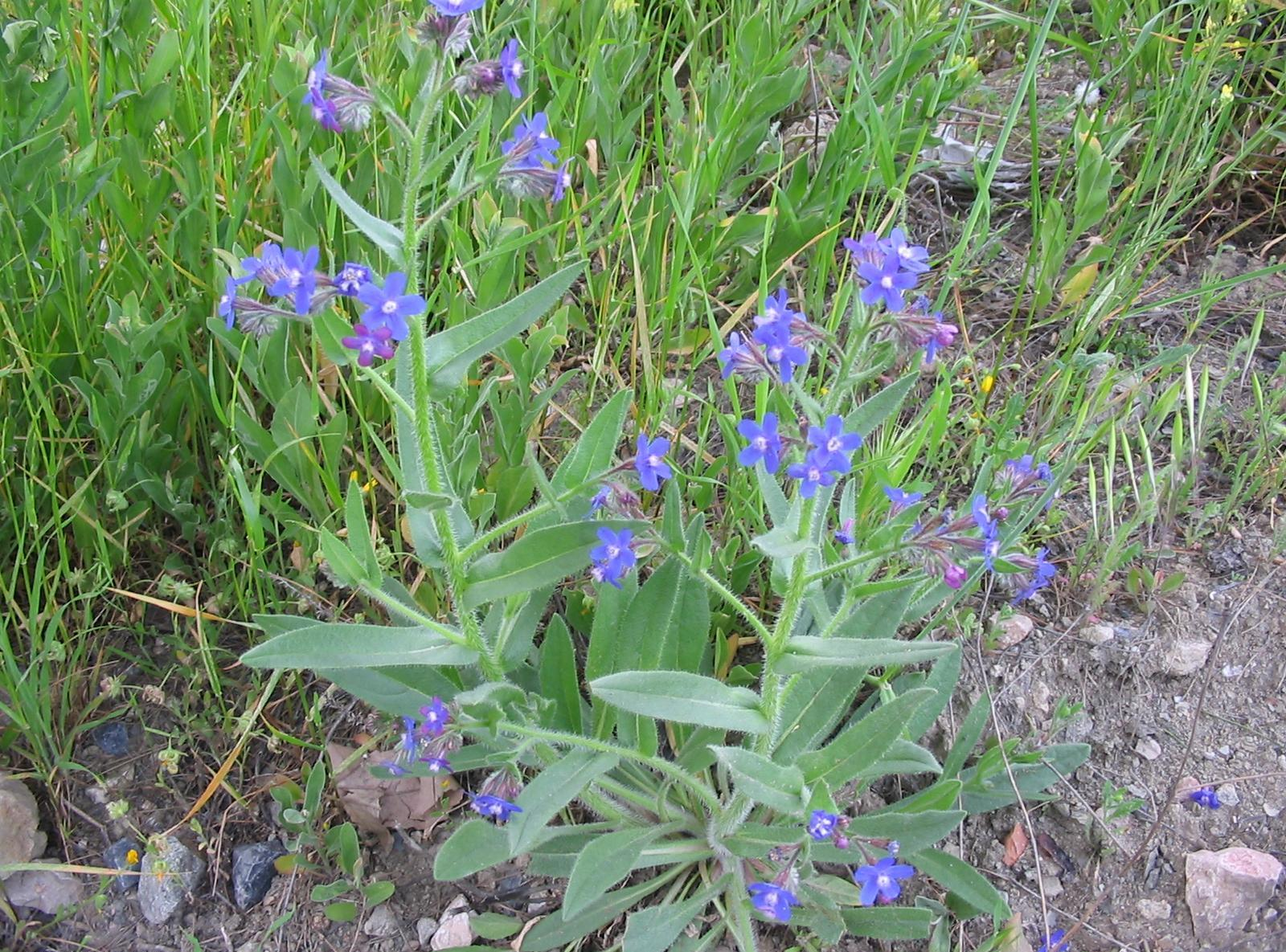
Anchusa azurea

Anchusa L. (ancusa) é um gênero de plantas pertencente à família Boraginaceae.

## Sinonímia
| Anchusella Bigazzi et al. - Buglossum Adans. - Lycopsis L. | - Hormuzakia Gusul. - Phyllocara Gusul. |

## Espécies
| - Anchusa aegyptiaca (L.) A. DC. - Anchusa aggregata Lehm. - Anchusa arvensis (L.) M.Bieb. - Anchusa atlantica Ball - Anchusa aucheri A. DC. - Anchusa azurea P.Mill. - Anchusa barrelieri (All.) Vitman - Anchusa caespitosa Lam. - Anchusa calcarea Boiss. - Anchusa capellii Moris - Anchusa capensis Thunb. - Anchusa cretica Miller - Anchusa crispa Viv. - Anchusa davidovii Stoj. - Anchusa formosa sp. nov. - Anchusa gmelinii Ledeb. - Anchusa hispida Forsskål - Anchusa hybrida Ten. - Anchusa italica Retz. - Anchusa leptophylla Roemer & Schultes - A. leucantha sp. nov. - Anchusa littorea Moris - Anchusa macedonica Degen & Dörfler | - Anchusa macrosyrinx Rech. fil. - Anchusa mairei Gusuleac - Anchusa milleri Sprengel - Anchusa ochroleuca M.Bieb. - Anchusa officinalis L. - Anchusa ovata Lehm. - Anchusa procera Besser - Anchusa pseudogranatensis (Br.-Bl. & Maire) Sennen & Mauricio - Anchusa puechii Valdés - Anchusa pusilla Gusuleac - Anchusa samothracica - Anchusa sartorii Gusuleac - Anchusa sempervirens - Anchusa spruneri Boiss. - Anchusa strigosa - Anchusa stylosa M.Bieb. - Anchusa subglabra A. Caballero - Anchusa thessala - Anchusa tiberiadis Post - Anchusa undulata L. - Anchusa variegata (L.) Lehm. - Anchusa velenovskii (Gusuleac) Stoj. |

- Lista completa

## Classificação do gênero
| Sistema | Classificação                      | Referência               |
| ------- | ---------------------------------- | ------------------------ |
| Linné   | Classe Pentandria, ordem Monogynia | Species plantarum (1753) |